# Mindoro

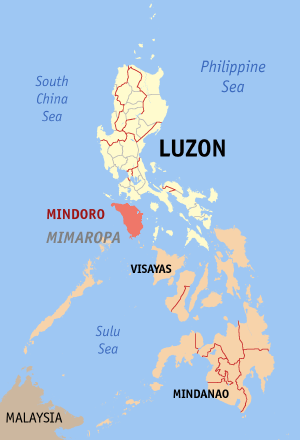
Mindoro tại Philippines

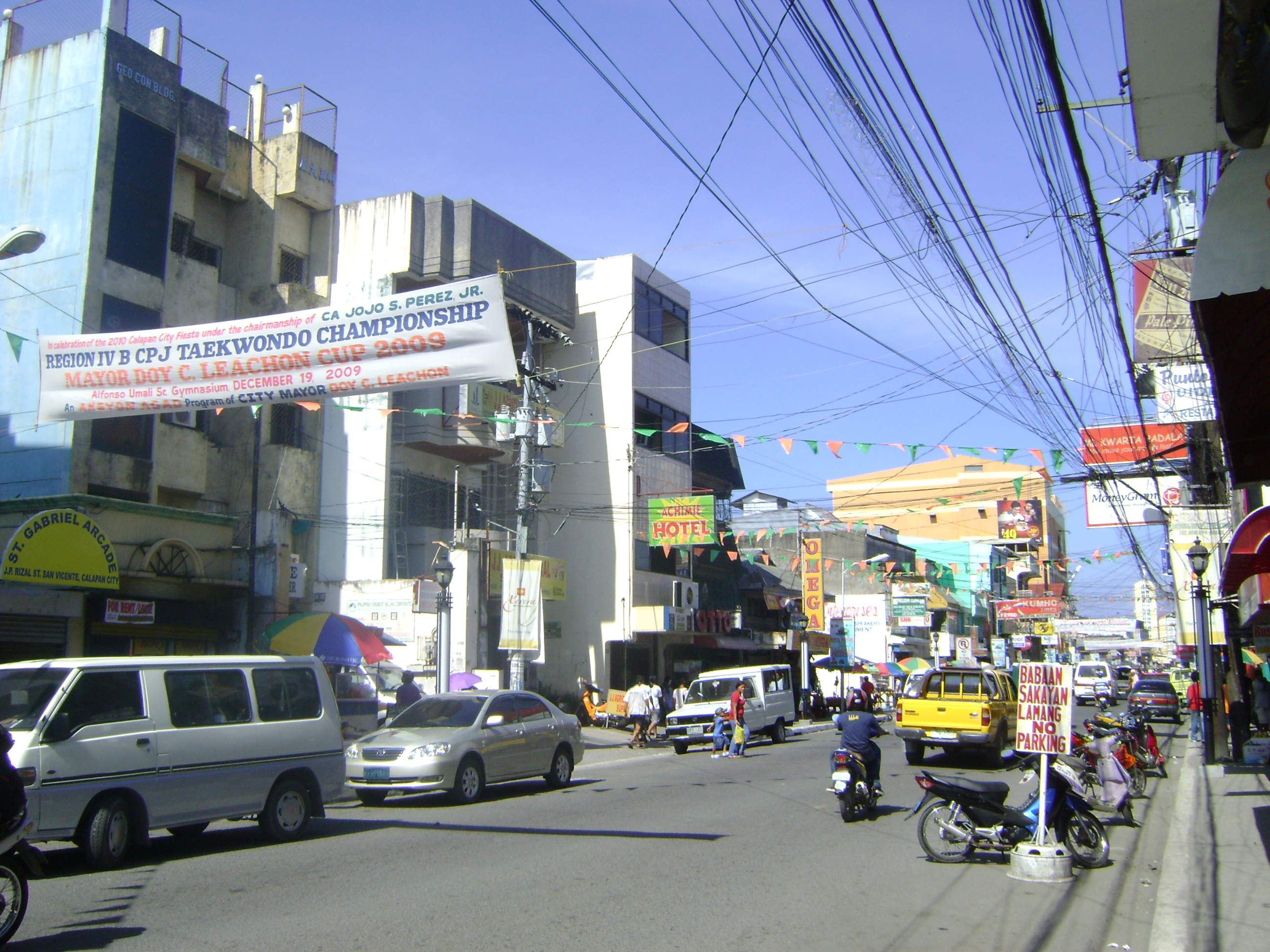
Calapan là thành phố lớn nhất trên đảo

Mindoro là hòn đảo lớn thứ bảy của Philippines. Hòn đảo được xếp vào khu vực Luzon. Hòn đảo bao gồm hai tỉnh là Occidental Mindoro (Mindoro Tây) và Oriental Mindoro (Mindoro Đông). Tổng diện tích của đảo là 10.572 km² và tổng dân số là 1.062.000 người, mật độ 100,5 người /km². Điểm cao nhất của đảo là Núi Halcon cao 2.582 m. Tên gọi của đảo bát nguồn từ tiếng Tây Ban Nha Mina de Oro, có nghĩa là "mỏ vàng".

## Lịch sử
Xưa kia, hòn đảo được gọi là Ma-i. Đảo chính thức được gọi là Mait và được các thương nhân người Hoa biến đến trước khi người Tây Ban Nha xuất hiện. Được đề cập đến biên niên sử của Trung Quốc vào năm 775 CN và chi tiết hơn vào năm 1225. Đây là điểm thả neo chính của lộ trình thương mại Đông Nam Á thời kỳ tiền Philippines, các nhà buôn Ả Rập và Ấn Độ đã buôn bán với những người bản địa. Năm 1570, người Tây Ban Nha bắt đầu đô hộ hòn đảo và đặt tên đảo là "Mina de Oro" (mỏ vàng) sau khi họ tìm được một số kim lọa quý và thực tế là chưa từng tìm thấy vàng trên đảo.
Người dân bản địa Mindoro được người Tây Ban Nha gọi là Manguianes. Tuy nhiên những người bản địa tự coi mình thuộc về một sắc tộc hay thị tộc, Có 7 dân tộc hay thị tộc trên đảo và họ sinh sống, nói những thứ ngôn ngữ khác nhau. Người dân bản địa trên đảo vốn không có các chiến binh, họ sống hòa bình và nhút nhát nhưng là những người bạn tốt.

## Nhân khẩu
Người dân trên đảo hiện nay chủ yếu là dân nhập cư đến từ các khu vực trên đảo Luzon, người Manguianes bản địa hiện chỉ có khoảng 80.000 người, chủ yếu sống ở những khu vực hẻo lánh. Ngôn ngữ chính của người dân trên đảo là tiếng Tagalog, ngoài ra một số ngôn ngữ khác của Philippines cũng được sử dụng. Hầu hết cư dân đều theo đạo Công giáo La Mã, người Manguianes theo thuyết vật linh